# Ферро, Фиона
Фиона Ферро (фр. Fiona Ferro; род. 12 марта 1997, Либрамон-Шевиньи, Бельгия) — французская теннисистка. Победительница двух турниров WTA в одиночном разряде; серебряный призёр Средиземноморских игр (2018).

## Общая информация
В августе 2022 г. Фиона Ферро обвинила своего экс-тренера Пьера Бутьера в изнасилованиях и сексуальных домогательствах, которые якобы происходили в период с 2012-го по 2015-й. На тот момент Ферро было 15-18 лет. Бутьеру было предъявлено обвинение 18 августа. По словам адвоката Пьера, 51-летний специалист признал факт отношений, однако, по его словам, они были добровольными.

## Спортивная карьера
Ферро дебютировала в женском турнире ITF, который состоялся в январе 2012 года в Гренобле, Франция. Она сыграла один матч в одиночном разряде этого турнира, проиграв в первом квалификационном раунде.
Дебютировала в одиночном разряде WTA Tour в 2014 году на турнире в Страсбурге. Получив уайлд-кард она проиграла в первом квалификационном раунде.
Ферро дебютировала в одиночном разряде Большого шлема на Открытом чемпионате Франции 2014 года после получения уайлд-кард в квалификацию, где она проиграла в первом раунде Сабине Лисицки из Германии.
В 2017 году сыграла в основной сетке турниров в Мехико, Боготе, Стамбуле.
11 февраля 2018 года Ферро выиграла свой первый в карьере титул ITF в одиночном разряде в Гренобле.
На Открытом чемпионате Франции 2018 года Фиона сумела преодолеть барьер первого раунда. В этом же году, в октябре, она достигла 100-й позиции в мировом рейтинге.

### 2018 год
В конце января Фиона Ферро выступала на турнире Андрезье-Бутеон (Франция), где смогла добраться до полуфинала где проиграла теннисистке из Нидерландов Аранче Рус в двух сетах 0:2 (1:6 0:6).
В апреле Фиона отправилась в Германию на турнир в Штутгарте, где проиграла в первом же матче теннисистке из Франции Доден со счетом 2:0 (7:5 6:1).
В конце апреля Фиона Ферро прошла квалификацию на турнир Рабат (Марокко), но несмотря на то что Фиона прекрасно выступила в квалификации, попав в основную сетку она проиграла в первом же матче испанке Пауле Бадосе Хиберт со счетом 2:1 (5:7 6:4 6:0).
В июле Фиона Ферро отправилась на турнир ITF Оломоуц (Чехия), где смогла победить, обыграв в финале теннисистку из Чехии Каролину Мухову со счетом 2:0 (6:4 6:4). В августе Фиона Ферро отправилась на турнир WTA Гуанчжоу (Китай), где добралась до четвертьфинала, в котором проиграла будущей чемпионке этого турнира китаянке Цян Ван со счетом 2:0 (6:4 6:0).

### 2019 год
В 2019 году впервые в карьере попала в 100 лучших теннисисток мира. Фиона Ферро 90 ракетка мира.
В январе на Открытом чемпионате Австралии (Австралия) проиграла в перовом круге теннисистке из Китая Ван Цян со счетом 2:0
В апреле 2019 года принимала участие в Открытом женском чемпионате Лугано по теннису, где дошла до полуфинала, но проиграла будущей победительнице теннисистке из Словении Полоне Херцог в двух сетах, при этом в каждом сете была упорная борьба и Полона выиграла первый 7:5, а второй 6:4.
В июне 2019 года участвовала в Открытом чемпионате Франции по теннису (Roland Garros), где проиграла в первом же раунде соотечественнице Кристине Младенович со счётом 6-3, 7-6(3).
На Открытом чемпионате США проиграла во третьем раунде китаянке Ван Цян в двух сетах.

## Итоговое место в рейтинге WTA по годам
| Год  | Одиночный рейтинг | Парный рейтинг |
| 2019 | 63                | 284            |
| 2018 | 102               | 610            |
| 2017 | 325               | 601            |
| 2016 | 235               | 398            |
| 2015 | 261               |                |
| 2014 | 367               |                |
| 2013 | 557               |                |

## Выступление на турнирах

### Финалы турнировWTAв одиночном разряде (2)

#### Победы (2)
| Легенда:                    |
| --------------------------- |
| Турниры Большого Шлема (0)  |
| Олимпиада (0)               |
| Итоговый чемпионат года (0) |
| Premier Mandatory (0)       |
| Premier 5 (0)               |
| Premier (0)                 |
| International (2)           |

| Титулы по покрытиям | Титулы по месту проведения матчей турнира |
| ------------------- | ----------------------------------------- |
| Хард (0)            | Зал (0)                                   |
| Грунт (2)           | Зал (0)                                   |
| Трава (0)           | Открытый воздух (2)                       |
| Ковёр (0)           | Открытый воздух (2)                       |

| №  | Дата           | Турнир             | Покрытие | Соперница в финале | Счёт        |
| 1. | 21 июля 2019   | Лозанна, Швейцария | Грунт    | Ализе Корне        | 6-1 2-6 6-1 |
| 2. | 9 августа 2020 | Палермо, Италия    | Грунт    | Анетт Контавейт    | 6-2 7-5     |

### Финалы командных турниров (1)

#### Победы (1)
| №  | Год  | Турнир          | Команда                    | Соперник в финале                         | Счёт в финале |
| 1. | 2019 | Кубок Федерации | Франция Не играла в финале | Австралия Э.Барти, С.Стосур, А.Томлянович | 3-2           |

## Примечание
1. 1 2 3 4 5  сайт WTA
2. ↑  Ферро обвинила экс-тренера в сексуальных домогательствах в период, когда ей было 15-18 лет. www.championat.com. Дата обращения: 31 августа 2022. Архивировано 31 августа 2022 года.